# NGC 1292
NGC 1292 é uma galáxia espiral (Sc) localizada na direcção da constelação de Fornax. Possui uma declinação de -27° 36' 38" e uma ascensão recta de 3 horas, 18 minutos e 14,8 segundos.
A galáxia NGC 1292 foi descoberta em 1826 por Edward Emerson Barnard.